# Gesuperviseerd oefenprogramma
Een gesuperviseerd oefenprogramma voor mensen met etalagebenen is een programma waarbij de deelnemers ten minste 6 weken achter elkaar trainen onder begeleiding van een fysio- of kinesitherapeut of ander medisch geschoold personeel.
Een belangrijk onderdeel is wandeltraining of training van de benen.